# Anatoli Rafailov
Anatoli Rafailov est un homme politique azerbaïdjanais, membre de VIe législature de l'Assemblée nationale d'Azerbaïdjan.

## Biographie
Anatoli Rafailov est né le 5 février 1953 à Bakou. Il est diplômé de la faculté de médecine de l'Université de médecine d'Azerbaïdjan.

### Carrière
Il est membre de la Commission de la santé de l'Assemblée nationale. A. Rafailov est le chef du groupe de travail sur les relations interparlementaires Azerbaïdjan-Israël, membre des groupes de travail sur les relations avec les parlements de Bulgarie, Djibouti, Afghanistan, Russie, Tadjikistan et Turquie.
Il est membre de la délégation azerbaïdjanaise à l'Assemblée interparlementaire de la CEI.

### Famille
Il est marié et a un enfant.

## Prix
- Ordre de la Gloire[2]